# Lilian Hébert
Pas d'image ? Cliquez ici

a Compétitions nationales et continentales officielles uniquement.

b Matchs officiels uniquement.
Lilian Hébert, né le 28 mai 1971 à Foix, est un joueur de rugby à XIII français évoluant au poste de pilier.

## Biographie
Il fait ses premiers pas en rugby à XIII à Vernajoul dont ont été également issus les internationaux  Jacques Moliner, Claude Sirvent et Christophe Moly.
Il évolue au cours de sa carrière à Limoux, Saint-Estève, Pia et Carcassonne. Ses prestations en club l'amènent à être sélectionné en équipe de France entre 1992 et 1995 prenant part à la Coupe du monde en 1995.
Après sa carrière sportive, il s'affaire dans la restauration ouvrant notamment des restaurants nommés « Le Lounge » ,« Le Tivoli » puis « Le Concept » à Limoux,.

## Palmarès
- Collectif :
  - Vainqueur du Championnat de France : 1995 (Pia).
  - Vainqueur de la Coupe de France : 1994 (Saint-Estève).
  - Finaliste de la Coupe de France : 1995 (Pia).